# Tard
Tard es un pueblo ubicado en el distrito de Mezőkövesd, en el condado de Borsod-Abaúj-Zemplén, Hungría.

## Superficie
Posee una superficie de 40,47 kilómetros cuadrados.

## Demografía
Hasta 2019 la población era de 1106 habitantes, con una densidad de población de 27,33 habitantes por kilómetro cuadrado.